# Kent (grofovija)
Kent je nemetropolitanska i ceremonijalna grofovija u engleskoj regiji Jugoistočnoj Engleskoj i jedna od matičnih grofovija. Graniči se s Velikim Londonom (Greater London) na sjeverozapadu s grofovijom Surrey na jugozapadu s grofovijom Istočni Sussex, dok na sjeveru graniči s grofovijom Essex duž ušća rijeke Temze, te s francuskim departmanom Pas-de-Calais kroz tunel ispod La Manchea. Grofovijsko upravno i administrativno sjedište (County Town) je Maidston.

Katedrala u Canterburyju u Kentu, najstarija katedrala u Engleskoj, sjedište je nadbiskupa Canterburyja od vremena kada su narodi Engleske prešli na kršćanstvo koje je u 6. stoljeću započelo sa svetim Augustinom, koji je bio prvi nadbiskup Canterburya. Katedrala u Rochesteru u konurbaciji Medway druga je najstarija engleska katedrala.

Smješten između Londona i doverskog tjesnaca, Kent je bio mjesto sukoba i diplomacije, uključujući Bitku za Britaniju u Drugom svjetskom ratu, kao i mirovnim pregovorima u dvorcu Leeds 1978. godine između Egipta, Izraela i SAD-a koji su doveli do povijesnog sporazuma iz Camp Davida a potom i pregovorima 2004. godine kada su Tony Blair i Bertie Ahern uložili napore da osiguraju mirovni proces u Sjevernoj Irskoj.

## Etimologija toponima
Vjeruje se da je ime Kent brito-keltskog podrijetla. Značenje je objašnjeno kao "obalno područje", "ugaono zemljište" ili "zemljište na rubu" (usporedite velškog cant "granica kruga, ruba," bretonski: cant: "krug"). U latinskim izvorima područje se naziva Cantia ili Canticum, dok su ga anglosaksonci nazivali Cent, Cent lond ili Centrice.
Također, postoji teorija da naziv Kent dolazi od staroengleskog cennan: ‘kaži, obznani’, riječi germanskog podrijetla koja je srodna nizozemskoj i germanskoj riječi kennen: ‘znati, biti upoznat’. Po toj teoriji sadašnja čulnost glagola potječe iz srednjoengleskog jezika, dok imenica datira iz sredine 16. stoljeća.

## Povijest

### Od kamenong do dolaska Rimljana
Područje Kenta je bilo naseljeno od paleolitika, o čemu svjedoče nalazi iz u Parku baštine Swanscombea. Megaliti Medwaya izgrađeni su tijekom neolitika. Bogat je niz artefakata koji povezuju brončano, keltsko željezno te britansko-rimsko doba, na što ukazuju značajni nalazi poput brončane čaše iz Ringlemerea te rimskih vila u dolini rijeke Darent, pritoke Temze.

Julius Caesar je 54. godine pr. Kr. opisao to područje kao Cantium ili dom Cantiaci. Krajnji zapad moderne grofovije bio je u doba Rimske Britanije okupiran keltskim plemenom poznatim kao Regnenses. Cezar je napisao da su stanovnici Kenta 'daleko najciviliziraniji stanovnici Britanije'.

### Period Rimljana
43. godine car Klaudije poslao je vojsku sastavljenu od deset legija koje su brojale oko 50 000 ljudi u pohod da osvoje Britaniju. Suočeni s takvom silom, starosjedioci pribjegavaju lukavstvu i povlače se u močvarne šume želeći onesposobiti neprijatelja prirodnim zaprekama. Rimljani su uz pomoć domaćih izdajnika koji su ih vodili kroz močvarni teren savladali žestok otpor Brita. Nakon kratkog boravka na otoku, Klaudije se vraća u Rim, a legije ostaju na otoku. U Klaudijevim pohodima isticao se Vespazijan koji je vodio legije i svojim osvajanjima prigrabio povlastice za sebe.
Iako je sada udaljen tri kilometra od mora usred močvara istočnog Kenta, dvorac Richborough vjerojatno je bio glavna ulazna točka Rimljana kada su napali Britaniju oko 43. godine. Uspostavili su mostobran i svoj uspjeh obilježili izgradnjom slavoluka čiji temelji u obliku križa još uvijek postoje na mjestu koje je pod zaštitom Čuvara Engleske baštine (English Heritage Trust).

U 3. stoljeću Rimsku Britaniju su napadali Saksonaci i drugi pljačkaši i bilo je neophodno utvrditi tada prosperitetnu trgovačku luku Rutupiae ili Portus Ritupis koja se nalazila u estuariju rijeke Stour. Iskopani su trostruki prsteni jaraka i podignuti bedemi (još uvijek vidljivi oko mjesta svoda zamka Richborough. Međutim, obrana je u potpunosti preuređena nakon desetak godina, pa je Richborough okružen novim kamenim zidinama i povećanim vanjskim jarcima, postajući jedna od najvažnijih tvrđava na saksonskoj obali. Bila je jedna od posljednjih utvrda koja je redovito bila nastanjena, a postoje i dokazi o prisustvu velikog broja rimskog stanovništva početkom 5. stoljeća, od kojih su neki bogoslužili u ranokršćanskoj crkvi otkrivenoj u kutu utvrde.

### Dolazak Juta
Nakon povlačenja Rimljana, velik broj govornika germanskog jezika s kontinenta nastanio se u Kentu, ponajviše Juti, donoseći svoj jezik. Iako su protjerali domaće romano-britansko stanovništvo, neki su vjerojatno ostali na tom području da bi se vremenom asimilirali s doseljenicima. 
Od okupatorskih plemena Jute su bile najistaknutije, i područje je postalo Jutsko kraljevstvo zabilježeno oko 730. kao Cantia,  a onda 835. godine kao Cent. Ranosrednjovjekovni stanovnici (današnje) grofovije nazivali su se Cantwara ili Kentiški narod. U to vrijeme grad Canterbury bio je najveći grad u Kentu.
597. godine papa Grgur I. imenovao je benediktinskog monaha Augustina (koji je nakon smrti proglašen sveti Augustin Canterburyski) prvim nadbiskupom Canterburyja. U prethodnoj godini Augustin je poganskog kralja Ethelberta iz Kenta uspješno preobratio na kršćanstvo. Canterburyjska biskupija postala je prva engleska biskupska stolica s prvom katedralom i otada je ostala središte kršćanstva u Engleskoj. Druga značajna engleska katedrala bila je ona u Rochesteru u Kentu.

### Dolazak Normana
U 11. stoljeću stanovnici Kenta usvojili su krilaticu Invicta, što znači "neporaženi" ili "nepokoreni". Ova krilatica je uslijedila 1066. godine nakon invazije Vilima od Normandije na Britaniju, jer nije uspio pokoriti grofoviju, što je dovelo do pregovara o povoljnim uvjetima za obje strane. Kontinuirani otpor Kentiš naroda protiv Normana doveo je do toga da je Kent 1067. imenovan poluautonomnom palatinovom grofovijom. Pod nominalnom vlašću Vilimova polubrata Odoa, koji je u Kentu dobio titulu grofa, grofovija je dobila slične ovlasti kao one dodijeljene u područjima koja graniče s Walesom i Škotskom. Tijekom razdoblja 1067. – 1076. Odo je stekao posjede po cijeloj Engleskoj, uključujući veći dio zemlje koja je nekada pripadala katedrali Rochester. Radi spora vodećih feudalaca od kojih se izdvajaju grof Odo, polubrat kralja Vilima Osvajača na jednoj, i Lanfranca
 ((1005. – 1010.) - 24. svibnja 1089.), nadbiskupa od Canterburyja, 1076. godine (ne zna se točan datum ali je izvjesna godina) došlo do suđenja u Penendenu Heathu nakon kojega su zemljoposjednicima potvrđena prednormanska prava i privilegije.

1077. Vilim I. je imenovao Gundulfa
 za biskupa u Rochesteru pa ga je zamolio, uzdajući se u njegovu graditeljsku vještinu, da mu sagradi dvorac od kamena, a kasnije i velebnu katedralu, koja je ustvari bila druga najstarija katedrala u zemlji nakon one u Canterburyju.

### Rani novi vijek i Tudori
Canterbury je postao veliko mjesto za hodočašće povodu mučeništva Thomasa Becketa, kojega je papa Aleksandar III. kanonizirao 21. veljače 1173. Religijska uloga Canterburyja također je iznjedrila Chaucerove Canterburyjske priče, koje su imale ključnu ulogu u razvoju pisanog engleskog jezika. Rochester je imao svog mučenika Williama od Pertha, pa je 1256. godine Lawrence od sv. Martina, biskup Rochestera od 19. listopada 1250. – 3. lipnja 1274., otputovao u Rim kako bi ishodio Williamovu kanonizaciju. Papa Aleksandar IV. ga je kanonizirao iste godine.
Tijekom srednjovjekovnog i rano-novovijekovnog razdoblja, u Kentu se odigralo nekoliko značajnih pobuna u Engleskoj, uključujući Seljačku pobunu 1381., koju je vodio Wat Tyler, Kentsku pobunu Jacka Cadea 1450. i Wyattovu pobunu 1554. protiv kraljice Marije I.
Kraljevska mornarica prvi je put koristila rijeku Medway 1547. godine. Za vladavine Elizabete I. (vladala od 1558. – 1603.) u Chathamu je osnovano malo brodogradilište. Do 1618. godine nizvodno od Chathama izgrađena su spremišta, šetalište, suhi dok i kuće za službenike.
Osim brojnih utvrđenih plemićkih kuća, Kent ima i niz tradicionalnih vojno značajnih dvoraca, uključujući dvorce Allington, Chilham, Dover, Hever, Leeds, Rochester i Walmer, izgrađene za zaštitu obale, rijeke Medway i putova koji su vodili prema Londonu.
Kent je također igrao značajnu ulogu u engleskom građanskom ratu oko 1648. godine.

### Novi vijek
Do 17. stoljeća, napetosti između Britanije i sila Nizozemske i Francuske dovele su do većeg nakupljanja vojske u grofoviji. Nakon uspješnog iznenadnog napada nizozemske mornarice na brodogradilište grada Medwaya 1667., izgrađene su utvrde duž cijele obale.

U 18. stoljeću dominirali su ratovi s Francuskom, a Medway je imao glavni položaj za stvaranje flote koja će djelovati protiv Nizozemske i Francuske. 

Kada se zbog kolonijalnih ambicija svih strana poprište ratnih operacija preselilo na Atlantik, Portsmouth i Plymouth preuzeli su brodogradilišnu ulogu od Chathama, a chathamska brodogradilišta su se usredotočila na brodogradnju i mahom na popravak brodova. Mnogi pomorski objekti iz džordžijanskog
 perioda još uvijek postoje u Chathamu. Tijekom mirnog perioda radni kapacitet brodogradilišta Chatham je smanjen na četvrtinu onoga iz ratnog perioda.
U brodogradilištu Chatham izgrađeno je preko 400 vojnopomorskih brodova, uključujući HMS Victory u doba taktičkih jedrenjaka, oklopnih ratnih brodova iz 19. stoljeća uključujući HMS Africa iz 1905. kao i 57 podmornica, dok je istovremeno radilo na obnovi i opravci brodova. Kobilica za HMS Victory položena je u Chathamu 23. srpnja 1759. godine.

Tijekom Drugog svjetskog rata Chatham je obnovio 1360 ratnih brodova kao što je HMS Ajax. Vrijedno je spomenuti da je otac Charlesa Dickensa radio na brodogradilištu, a Chatham, Rochester i močvare Cliffe, smještene na sjeveroistoku Kenta na poluotoku Hoo, našli su se u mnogim njegovim knjigama.

Početkom 19. stoljeća krijumčari su bili vrlo aktivni na obali Kenta s bandama poput bande Aldington, koja je u Kent krijumčarila žestoka pića, duhan i sol, u zamjenu za robu poput vune koju su prevozili preko La Manchea u Francusku.

Slijed događaja koji su uzdrmali Kent počeli su 28. kolovoza 1830., kada je započela masovna pobuna seoskih radnika u Istočnom Kentu, uništavanjem vršilica na području doline Elham, a do trećeg tjedna listopada uništeno je preko stotinu strojeva. Pobuna, koja je na kraju postala poznata pod nazivom Swing Riots, proširila se južnom Engleskom i prostorom nekadašnje Istočne Anglije. Opći nemiri, posebno oko stanja u radničkim kućama, bili su ključni za uvođenje izmjena i dopuna Zakona o siromašnim ljudima iz 1834. godine.

## Nedavna otkrića
U svibnju 2019. arheološka škola Kenta otkrila je rimsku zgradu veličine 46 x 15 m na farmi Abbey. Prema dr. Paulu Wilkinsonu, u zgradi su nađeni slomljeni kameni zidovi koji prekrivaju ogromne količine dimovodnih kanala koji su korišteni za usmjeravanje vrućeg zraka prema unutarnjim zidovima, glazirani podovi od terakote, netaknuti prostor ispod poda s hipokaust grijanjem, te tonama keramičkih crijepova. Iako je žbuka ovih zidova uglavnom bila bojena u bijelo, u sauni na sjevernoj strani zgrade pronađeni su žbukani zidovi čije su plohe obojene u zelenu, crvenu i žutu boju.

## Moderni Kent
Velik dio bitke za Britaniju tijekom Drugog svjetskog rata vodio se na nebu iznad grofovije, a između lipnja 1944. i ožujka 1945. na London je iz njemačkih baza u sjevernoj Francuskoj ispaljeno preko 10 000 raketa V1. Mnoge su uništili zrakoplovi, protuzračni topovi ili baražni baloni, ali oko 2500 je palo na London, s tim da je gotovo isti broj pao je na Kent.

22. rujna 1989. godine vojarna u gradu Deal također je bila meta napada (Irish Republican Army) IRA-e što je uzrokovalo pogibiju 11 marinaca.

Velik dio sjeverozapada grofovije postao je dio londonskog prigradskog pojasa. Velik dio Kenta, posebno područje Medwaya, primio je poslijeratnu migraciju iz Londona. To je dijelom bilo uzrokovano velikom štetom i razaranjima koja je London pretrpio u Drugom svjetskom ratu.

1998. godine Rochester, Chatham, Gillingham i Rainham napustili su upravnu grofoviju Kent da bi formirali Unitarnu upravu Medwaya, ali ostali su u ceremonijalnoj grofoviji Kent.
Dva najvažnija grada u Kentu bila su Canterbury gdje je sjedište nadbiskupa Canterburyja, i Rochester sa sjedištem biskupa Rochestera. Međutim, od 1998. kada je reorganizirana lokalna samouprava, Rochester je izgubio službeni status grada (City).

## Vlada
Kent County Council, (KCC) (Vijeće grofovije Kent) i njegovih 12 okružnih vijeća upravljaju većim dijelom grofovije površine 3352 km2. Konurbacija Medway je unitarna uprava a kolokvijalno je zovu Medway Council koji upravlja gušće naseljenim ostatkom grofovije u površini od 192 km2. Zajedno imaju oko 300 gradskih i župnih vijeća. Sjedište grofovije Kent nalazi se u Maidstonu, dok se uredi konurbacije Medway nalaze u Gun Wharfu u Chathamu.

## Galerija
- Katedrala u Canterburyju
- Bijele litice Dovera.
- Pogled na litice Dovera iz Francuske.
- Preuređene kuće za sušenje hmelja u Frittendenu.